# Johann Gottfried Berwald
Johann Gottfried Berwald (* 6. September 1737 in Kopenhagen; † 1785 oder 1786 in Dömitz, Mecklenburg-Schwerin) war ein deutscher Geiger und Komponist.

## Leben und Wirken
Die Lebensumstände dieses Sohnes des Musikers Johann Friedrich Berwald sind weitgehend unklar. Möglicherweise ist er mit einem um 1764 in Berlin lebenden Tonkünstler Behrwald identisch, der einige Sinfonien komponierte. 1770 wurde er Violinist in der Hofkapelle Ludwigslust, wo auch sein Vater angestellt war. Eine in dieser Zeit entstandene Geburtstagskantate Die Empfindungen eines echten Obotriten befindet sich im Besitz der Mecklenburgischen Landesbibliothek.
Um 1780 gab er die Stelle auf und wirkte als Aufseher einer Tuchfabrik in Ludwigslust, die 1782 nach Dömitz verlegt wurde. Dort erhielt er auch die Stelle des Zuchthausinspektors. Wegen „liederlichen Lebenswandels“ kam er 1783 selbst ins Zuchthaus, wurde aber 1785 auf Ersuchen seines Vaters begnadigt. Ende 1785 oder Anfang 1786 muss er verstorben sein, da seine Frau Augusta ab März 1786 eine Witwenrente bezog. Dass er noch bis 1814 in Sankt Petersburg gelebt habe, wie gelegentlich angegeben, beruht wohl auf einem Irrtum.
Er könnte auch der Autor eines botanischen Werkes von 1778 sein. Denn dort steht ein namensgleicher Autor aus Ludwigslust und Hamburg.